# 월레 소잉카
아킨완데 올루월레 "월레" 소잉카(Akinwande Oluwole "Wole" Soyinka, 1934년 7월 13일 ~ )는 나이지리아의 소설가, 시인, 극작가이다. 1986년 〈해설자〉라는 소설로 아프리카 출신으로서는 처음으로 노벨 문학상을 수상했다.
소앙카는 요루바 족 출신으로 오군주의 아베오쿠타에서 태어났다. 영어로 글을 쓰면서, 요루바 족의 종교, 철학, 언어를 소개시켰다.
1965년 식민지주의, 인간의 책임과 관련된 〈길〉이라는 연극을 만들었는 데, 이 작품은 하류층과 중류층 간의 관계, 요루바 족의 전통적 신앙과 기독교 간의 관계를 다루는 이야기이다. 유럽의 식민지주의를 보여주는 〈콩기의 추수〉(1965년)와 〈거인들의 연극〉(1984년) 등의 연극을 만들기도 했다. 이 극작들에서 주목할 점은 독재정치를 인정하는 아프리카 사회 안의 힘을 보여준다는 것이다.
1967년 나이지리아 정부는 소잉카가 나라 안의 내전을 막으려한다는 이유로 그를 체포하였다. 징역 2년을 보낸 후, 〈사람이 죽다:소잉카의 교도소 기록〉(1972년)을 썼는 데, 이 책은 그가 어떻게 징역살이를 견디어낼 수 있었는가를 보여준다.
소잉카는 나이지리아의 사회, 정치적인 문제를 분석한 것으로도 유명했다.